# ニシン上目
ニシン上目（英：Clupeomorpha）は、硬骨魚類の分類群の一つ。現生の魚類として含まれるのはニシン目のみで、他に絶滅したグループとして Ellimmichthyiformes 目が所属している。

## 概要
ニシン上目の魚類は、白亜紀前期（約1億4千万年前）には地上に出現していたことが化石記録からわかっている。条鰭綱の仲間としては比較的古い系統に属し、カライワシ上目（カライワシ目、ウナギ目など）と骨鰾上目（コイ目、ナマズ目など）の中間に位置づけられている。カライワシ上目の魚類はレプトケファルスと呼ばれる幼生時期を経て成長することが特徴で、ニシン上目の幼生もシラスと称される半透明の形態をとるが、レプトケファルスほど大型にはならない。また、骨鰾上目の特徴であるウェーバー器官（浮き袋と内耳を連絡し、音を伝える器官）をもたず、代わりに浮き袋から伸びた1対の細い管が頭蓋骨に侵入し、内耳との連絡を行っている。
他の形態学的な特徴として、第一下尾骨は遊離しているが、第二下尾骨は他の骨格と癒合していること、多くの種類では腹鰭の前後に稜鱗と呼ばれる特徴的な鱗をもっていることが挙げられる。

## 分類
ニシン上目はニシン目（現生；2亜目5科84属364種）および Ellimmichthyiformes 目（絶滅；1科7属）の2目を含む。
Ellimmichthyiformes 目はこれまでに化石種のみ、1科7属が知られている。現生のニシン目の特徴である第四脳室外側陥凹をもたない。側線はよく発達しており、ニシン目の中では最も古い一群であるデンティケプス亜目の魚類と似ている（ニシン亜目では側線はほとんど失われている）。
- †Ellimmichthyiformes 目（絶滅）
  - †Ellimmichthyidae 科（Paraclupeidae 科）（絶滅）

- ニシン目 Clupeiformes

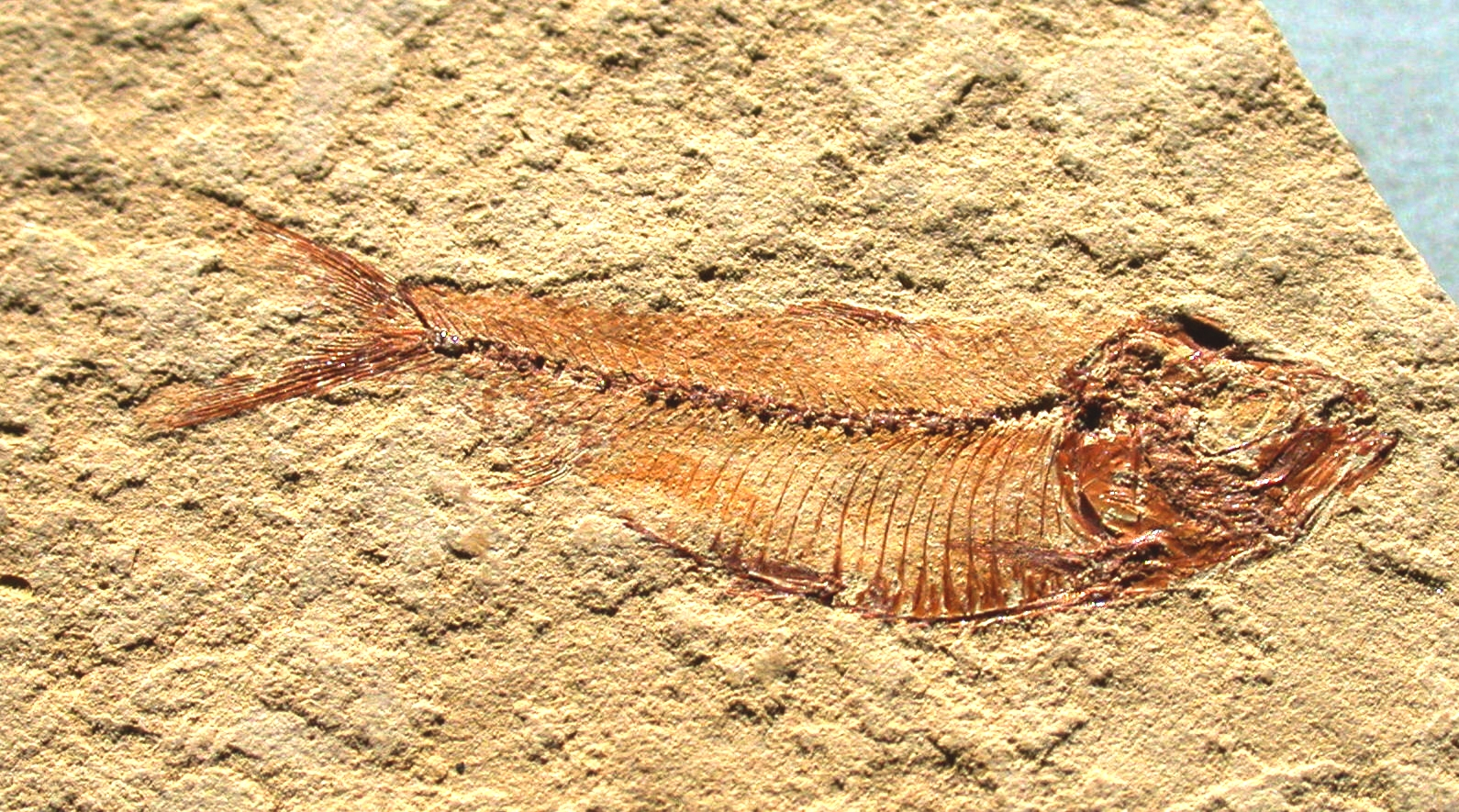
ニシン科魚類の化石種（Knightia alta）

  - デンティケプス亜目 Denticipitoidei
    - デンティケプス科 Denticipitidae

  - ニシン亜目 Clupeoidei
    - ヒラ科 Pristigasteridae
      - ヒラ亜科 Pelloninae （ヒラ (魚)）
      - Pristigasterinae 亜科

    - カタクチイワシ科 Engraulidae
      - エツ亜科 Coiliinae
      - カタクチイワシ亜科 Engraulinae （カタクチイワシ）

    - オキイワシ科 Chirocentridae
    - ニシン科 Clupeidae
      - ウルメイワシ亜科 Dussumieriinae （ウルメイワシ、キビナゴ）
      - Sundasalanginae 科
      - Pellonulinae 科
      - ニシン亜科 Clupeinae （ニシン、マイワシ、サッパ）
      - ニシンダマシ亜科（アロサ亜科） Alosinae
      - コノシロ亜科（ドロクイ亜科）Dorosomatinae （コノシロ）